# Aspasiodes
Aspasiodes é um gênero de traça pertencente à família Agonoxenidae.